# Vizcondado de Miranda
El vizcondado de Miranda es un título nobiliario español creado por la reina Isabel II de España en favor de Enrique Puigmoltó y Mayans, III conde de Torrefiel, mediante real decreto del 23 de abril de 1857 y despacho expedido el 28 de diciembre del mismo año, como una concesión a perpetuidad del vizcondado previo del mismo nombre concedido por Fernando VII en 1816 para el primer conde de Torrefiel.
El título se le otorgó un mes después del nacimiento del príncipe Alfonso, futuro rey Alfonso XII, hijo de la reina otorgante. El niño fue conocido popularmente como el Puigmoltejo, pues su paternidad se atribuía a Enrique Puigmoltó y Mayans, favorito de la reina. La concesión del vizcondado se entendería entonces como una manera de celebrar el nacimiento de su hijo natural.

## Vizcondes de Miranda
|                                                  | Titular                                          | Periodo                                          |
| Creación como vizcondado previo por Fernando VII | Creación como vizcondado previo por Fernando VII | Creación como vizcondado previo por Fernando VII |
| ------------------------------------------------ | ------------------------------------------------ | ------------------------------------------------ |
| I                                                | Rafael María de Barberá-Puigmoltó y de la Tonda  | 1816                                             |
| Creación a perpetuidad por Isabel II             |                                                  |                                                  |
| I                                                | Enrique Puigmoltó y Mayans                       | 1857-1900                                        |
| II                                               | Vicente Puigmoltó y Rodríguez-Trelles            | 1901-1931                                        |
| III                                              | Enrique Puigmoltó y Rodríguez de Valcárcel       | 1950-1986                                        |
| IV                                               | Enrique Puigmoltó y Garrigues                    | 1986-hoy                                         |

## Historia de los vizcondes de Miranda
El título fue otorgado en 1816 como vizcondado previo del condado de Torrefiel a Rafael-María de Barberá-Puigmoltó y de la Tonda, teniente coronel de caballería, ayudante de campo del general Bessières. En 1857 fue concedido a perpetuidad por la reina Isabel II en favor de:
- Enrique Puigmoltó y Mayans (Onteniente, Valencia, 11 de agosto de 1827-Valencia, 6 de octubre de 1900), I vizconde de Miranda, III conde de Torrefiel, Cruz de San Fernando de primera clase desde 1856, diputado por Enguera (Valencia) en 1863, brigadier del ejército (1879), general de división procedente de Ingenieros.[4]

Casó con María Rodríguez-Trelles y Pérez.[cita requerida] El 22 de mayo de 1901 le sucedió su hijo:
- Vicente Puigmoltó y Rodríguez-Trelles (1889-1 de agosto de 1931), II vizconde de Miranda, IV conde de Torrefiel, diputado a Cortes, caballero de la Orden de Isabel la Católica.[6]

Casó con María Rodríguez de Valcarcel y de León (n. 1887), hija de los condes de Pestagua. El 5 de enero de 1950 le sucedió su hijo:
- Enrique Puigmoltó y Rodríguez de Valcárcel (n. 1915), III vizconde de Miranda.[1]

Casó con María Victoria Garrigues y Villacampa. El 10 de septiembre de 1986, previa orden del 26 de abril del mismo año para que se expida la correspondiente carta de sucesión (BOE del 31 de mayo), le sucedió su hijo:
- Enrique Puigmoltó y Garrigues, IV vizconde de Miranda.[5]

Casó con María del Pilar Sánchez de León y Rodríguez-Roda.